# Elecciones municipales de Quito de 1951
Las elecciones municipales de Quito de 1951 resultaron con la reelección del alcalde José Ricardo Chiriboga Villagómez, de la alianza entre el Partido Liberal Radical Ecuatoriano y el Partido Socialista Ecuatoriano casi por unanimidad obteniendo el 85.4% de los votos.